# Sylvester Schäffer junior
Sylvester Schäffer (* 22. Januar 1885 in Berlin; † 20. Juni 1949 in Los Angeles) war ein internationaler Artist mit kurzzeitiger Karriere als Detektivdarsteller beim deutschen Stummfilm der frühen 1920er-Jahre.

## Leben

### Deutschland
Der Sohn des böhmisch-österreichischen Artisten Georg Sylvester Schäffer (* 31. Dezember 1859 in Lewentz; † 26. August 1931 in Starnberg), der sich einen Namen als Jongleur gemacht hatte, wurde während eines Gastspiels des Vaters in Berlin geboren und erlernte sein umfassendes artistisches Handwerk vom Vater auf dessen Tourneereisen durch Europa und Nordamerika. Schäffer junior war Ikarier, Jongleur, Athlet, Zauberkünstler, Kunstschütze, Geiger, Schnellzeichner und Schulreiter. Angesichts seiner Vielseitigkeit heftete man Schäffer bald das Etikett „Einmannvarieté“ an.
Während eines längeren Aufenthaltes in Berlin wurde Sylvester Schäffer für eine Reihe von billig hergestellten Sensations-, Action- und Abenteuerfilmen vor die Kamera geholt. Diese Genres erfreuten sich zu jener Zeit, als Kollegen wie Harry Piel, Carlo Aldini, Luciano Albertini, Raimondo van Riel und Eddie Polo große Publikumserfolge feierten, bei wenig anspruchsvollen Kinogängern einiger Beliebtheit. Beim Gros dieser Streifen mit Schäffer in der Hauptrolle (vor allem als Serienheld Detektiv „Nobody“) führte der Österreicher Karl Gerhardt Regie. Nach nur wenigen Jahren verließ Schäffer diese Branche wieder und kehrte zu seinem angestammten Berufsfeld der Artistik zurück.
1930 heiratete Schäffer Lilly Krüger, die seine Programme seit 1922 als Tänzerin, ständige Partnerin und Assistentin begleitet hatte. Im gleichen Jahr kam ihr gemeinsamer Sohn Peter (Sylvester) Schäffer zur Welt. Er studierte am Los Angeles Conservatory of Music and Art und wurde später Violinist.

### Hollywood
Nachdem Schäffer eine Privatvorstellung für Hitler abgelehnt und sich geweigert hatte, sich von seinem jüdischen Agenten Oser zu trennen, beschloss er, Deutschland zu verlassen und in die USA zu gehen, wo er sich schon einmal von 1914 bis 1921 aufgehalten hatte. 1939 emigrierte er mit seiner Familie nach Hollywood:
„Er hatte damals – als wir gehetzt waren und flohen – sein schönes Gut am Starnberger See verlassen und war mit Frau und Sohn nach Amerika gekommen – nicht weil er musste – nein!, weil er wollte. Und weil er nicht wollte, dass sein Bub das braune Hemd tragen sollte.“
Schäffers Frau, die als Filmschauspielerin arbeitete, verunglückte 1942 tödlich während der Dreharbeiten in den Hollywoodstudios. In seinen letzten Lebensjahren schloss Schäffer sich der „kleinen Künstlergemeinde“ in Hedi Schoops berühmter Keramikwerkstatt an, „wo er – der alte Schnellmaler – auswendig und fast ohne hinzuschauen mit unglaublicher Sicherheit reizende holländische Landschaften auf Platten und Teller zauberte – fast nur so nebenbei.“ Auch zuhause malte er: markante Indianerköpfe, Porträts schöner Frauen, „meist aber Landschaften, kleine gemütliche bayrische Dörfer – im strahlenden Sommerglanz oder schier versunken in tiefem, blauweissem Schnee“. Sylvester Schäffer starb am 20. Juni 1949 und wurde am 24. Juni 1949 begraben.

## Filmografie
- 1921: Nobody. 07. Episode
- 1921: Im Zeichen der Schlange
- 1922: Der Herr der Unterwelt
- 1922: Das Geheimnis der sieben Ringe
- 1922: Die Dame in Grau
- 1922: Jussuff el Fanit, der Wüstenräuber
- 1922: Lucifer
- 1922: Die Flibustier
- 1922: Die geheimnisvollen Piraten
- 1924: Der Eierheld